# Odłamek (powieść)
Odłamek (tytuł org. fr. L’Éclat d’obus) – powieść autorstwa Maurice’a Leblanca opisująca przygody Arsène’a Lupina. Akcja powieści dzieje się podczas pierwszej wojny światowej.
Pierwotnie opublikowana na łamach gazety „Le Journal” od 21 września do 7 listopada 1915 roku, powieść w całości została wydana w 1916 roku, oraz po zmianach, wydana ponownie w 1923 roku.
W wersji z 1916 roku Arsène Lupin został tylko wspomniany mimochodem i nie bierze w ogóle udziału w akcji powieści. W następnej wersji  Maurice Leblanc przerobił powieść, aby dołączyć postać Lupina. Książka w wersji zmienionej ukazała się w 1923 roku.
W Polsce powieść ukazała się po raz pierwszy w 1920 w tłumaczeniu Zofii Lewakowskiej, pt. Odłamek pocisku (przekład wersji pierwotnej z 1915), nakładem „Wydawnictwa Polskiego” we Lwowie, a następnie w 2009 w przekładzie Mileny Karpińskiej, pt.  Odłamek, w serii Klasyka Kryminału (Biblioteka Bluszcza) w cyklu Arsène Lupin (tom 8). W 2022 ukazał się nowy przekład Wiktora Zielińskiego wersji z 1923 pod tytułem Odłamek pocisku.

## Rozdziały
Powieść w oryginale składa się z następujących rozdziałów:
| Première Partie - Chapitre 1 – Un crime a été commis - Chapitre 2 – La chambre close - Chapitre 3 – Ordre de mobilisation - Chapitre 4 – Une lettre d’Élisabeth - Chapitre 5 – La paysanne de Corvigny - Chapitre 6 – Ce que Paul vit au château d’Ornequin - Chapitre 7 – H. E. R. M. - Chapitre 8 – Le journal d’Élisabeth - Chapitre 9 – Fils d’empereur - Chapitre 10 – 75 ou 155 ? | Deuxieme Partie - Chapitre 1 – Yser… misère - Chapitre 2 – Le major Hermann - Chapitre 3 – La maison du passeur - Chapitre 4 – Un chef-d’œuvre de la culture - Chapitre 5 – Le prince Conrad s’amuse - Chapitre 6 – La lutte impossible - Chapitre 7 – La loi du vainqueur - Chapitre 8 – L’éperon 132 - Chapitre 9 – Hohenzollern - Chapitre 10 – Deux exécutions |

## Rozdziały wydania polskiego z 1921
Powieść w tym wydaniu składa się z następujących rozdziałów:
| CZĘŚĆ PIERWSZA - I. Popełniono zbrodnię. - II. Zamknięty pokój. - III. Rozkaz mobilizacji. - IV. List Elżbiety. - V. Wieśniaczka z Corvigny. - VI. Co zobaczył Paweł w zamku Ornequin. - VII. H. E. R. M. - VIII. Dziennik Elżbiety. - IX. Syn cesarza. - X. 75 czy 155? | CZĘŚĆ DRUGA - I. Irena... nędza. - II. Major Hermann. - III. Dom przewoźnika. - IV. Arcydzieło „kultury”. - IV. Książę Konrad się bawi. - VI. Walka – niemożliwa! - VII. Prawo zwycięscy. - VIII. Wzgórze 132. - IX. Hohenzollern. - X. Dwie egzekucje. |

## Fabuła
Wersja z 1916.
Akcja powieści dzieje się na początku I wojny światowej w Alzacji w północno-wschodniej Francji, na terenie średniowiecznego zamku Ornequin i okolic Corvigny, wsi położonej w dolinie małej rzeczki Liseron, tuż przy granicy francusko-niemieckiej.
Głównym bohaterem powieści jest Paweł (w oryginale: Paul) Delroze, który w dniu poprzedzającym wybuch pierwszej wojny światowej żeni się z piękną Elżbietą (w oryginale: Elisabeth), córką zmarłej przed laty właścicielki zamku, hrabiny Herminy d'Andeville.
Po przybyciu do podarowanego im przez teścia zamku Ornequin odkrywa on, że kobieta, którą przedstawia portret hrabiny, znaleziony w jej dawnym pokoju, jest tą, która przed laty, na jego oczach, zasztyletowała jego ojca. Zdarzenie miało miejsce przed kilkunastu laty, gdy był on jeszcze młodym chłopcem i razem z ojcem odbywał wycieczkę krajoznawczo-patriotyczną na terenach pogranicza Francji i Niemiec. Okazuje się też, że to tragiczne zdarzenie miało miejsce właśnie w tej okolicy i łączy się z jakąś tajną, nieoficjalną wizytą cesarza Niemiec Wilhelma II po francuskiej stronie granicy, o której oficjalnie nikt do tej pory nie słyszał i któremu to faktowi nikt nie dawał wiary. A jego dotychczasowe próby wyjaśnienia tej zbrodni i ukarania jej winnych spełzły na niczym.
Młoda żona nie może uwierzyć w to, że jej matka, którą zapamiętała jako dobrą i ukochaną osobę, to w istocie przebiegła i bezlitosna morderczymi. Postanawia znaleźć dowody na jej niewinność. Po sprzeczce, Paweł rozstaje się z żoną i wkrótce zostaje zmobilizowany do armii. Już po krótkiej służbie w jej szeregach okazuje się być dzielnym, błyskotliwym i zaradnym francuskim żołnierzem. Szybko awansuje i obejmuje dowództwo nad małym oddziałem. Cały czas prześladuje go jednak zagadkowa przeszłość.
Tymczasem w okolicach zamku zaczynają mnożyć się tajemnicze i tragiczne zdarzenia. W dziwny sposób zamek i jego okolice już na początku konfliktu zostają błyskawicznie opanowane przez wroga, a jego francuska załoga obrońców całkowicie zgładzona. Na zamek przybywa syn cesarza Niemiec, książę Konrad. Towarzyszy mu tajemniczy major Hermann, niezwykle podobny do hrabiny Herminy d'Andeville, który wydaje się być spiritus movens całej intrygi. Elżbieta staje się ich więźniem i zakładnikiem. Na domiar złego, książę Konrad, znany bawidamek i uwodziciel, w coraz bardziej niewybredny sposób zaczyna do niej smalić cholewki.
Pawłem targają silne, ambiwalentne uczucia. Jednocześnie i kocha żonę i czuje do niej podskórna niechęć, spowodowaną tym, że być może jest ona córka morderczyni jego ojca. W tym trudnym okresie spotyka wiernego towarzysza wojennej niedoli, młodziutkiego brata Elżbiety – szwagra Bernarda. Bernard okazuje się być nie tylko jednym z jego odważnych żołnierzy ale także skorym do żartów, serdecznym kompanem i przyjacielem.
Tymczasem po miesiącach cofania się armia francuska przygotowuje kontruderzenie i w jego wyniku odbija kolejne zajęte przez wroga tereny. W końcu, przy udziale Pawła i Bernarda, odzyskany zostaje także zamek Ornequin. Jednak okazuje się, że w ostatnim momencie, tuż przed jego opuszczeniem, major Hermann postanowił pozbyć się niewygodnych świadków, i rozkazał rozstrzelać panią zamku i dwoje jej wiernych sług, których skrwawione zwłoki znaleziono na terenie zamku. Pomimo jednak starannych poszukiwań nie odnaleziono zwłok Elżbiety, a jedynie zaplamiony krwią pukiel jej włosów wbitych odłamkiem pocisku w mur przed którym odbyła się egzekucja...
W dalszej części powieści, obfitującej w niezliczone i zaskakujące zwroty akcji, główni jej bohaterowie przeżywają jeszcze wiele niebezpiecznych przygód, aby odkryć wiele mrocznych tajemnic i rozwiązać jej tytułową zagadkę.